# Latón

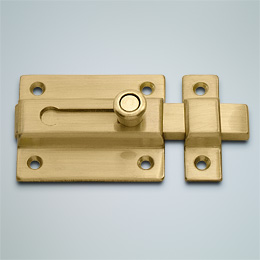
Cerrojo de latón.

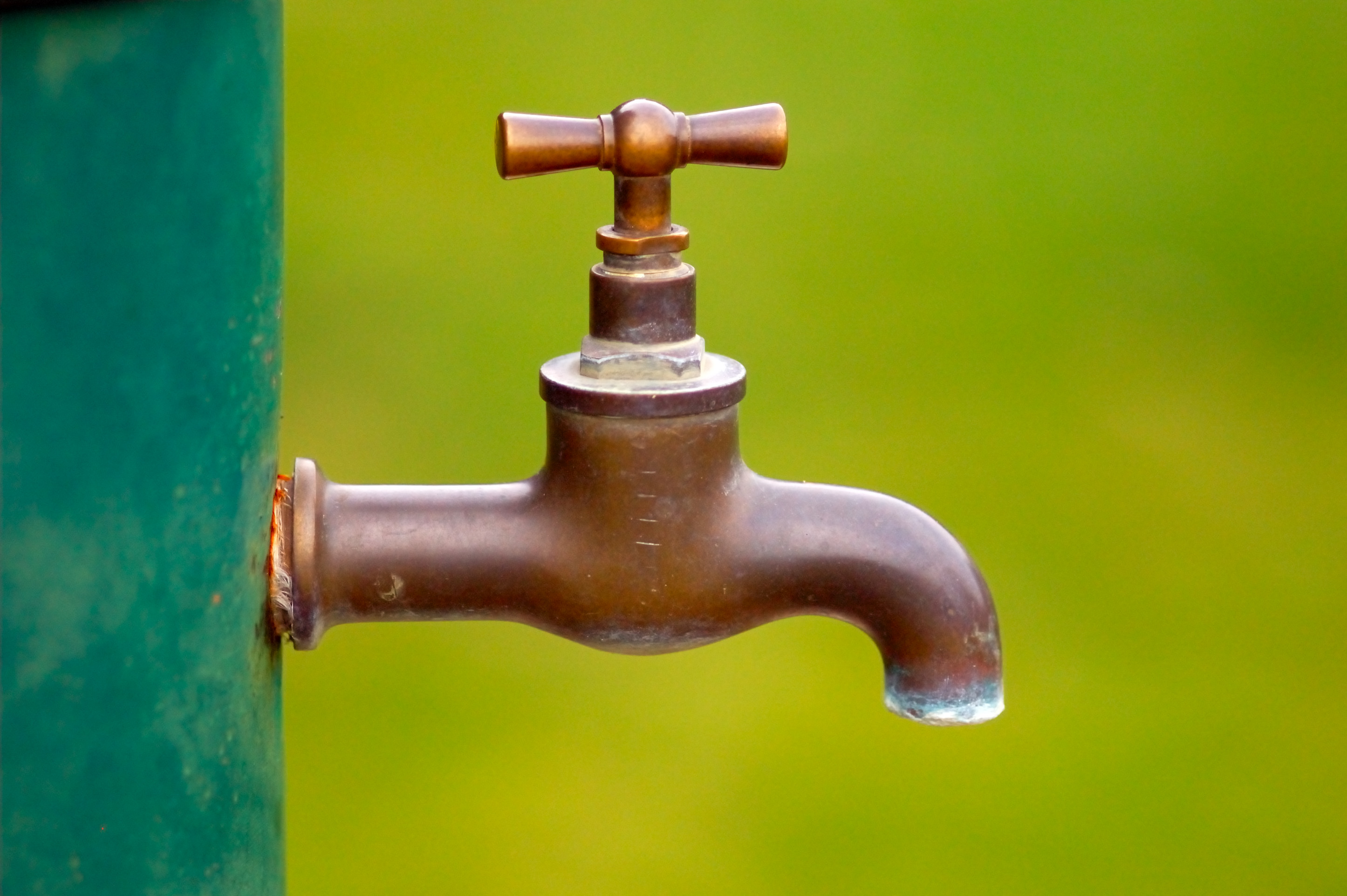
Grifo de latón.

El latón, auricalco o azófar es una aleación de cobre y zinc (también cinc en español). Las proporciones de cobre y zinc pueden variar para crear una variedad de latones con propiedades diferentes. En los latones industriales el porcentaje de zinc se mantiene siempre inferior al 50 %. Su composición influye en las características mecánicas, la fusibilidad y la capacidad de conformación por fundición, forja, troquelado y mecanizado. En frío, los lingotes obtenidos pueden transformarse en láminas de diferentes espesores, varillas o cortarse en tiras susceptibles de estirarse para fabricar alambres. Su densidad también depende de su composición. En general, la densidad del latón ronda entre 8,4 g/cm³ y 8,7 g/cm³. Su punto de fusión está entre los 900 y los 940 °C, dependiendo de la composición.
Si bien el bronce es, en cambio, principalmente una aleación de cobre con estaño, algunos tipos de latones se denominan 'bronces'. El latón es una aleación sustitucional que se utiliza para decoración debido a que su brillo le da un aspecto similar al del oro, para aplicaciones en que se requiere baja fricción, como cerraduras y válvulas, para fontanería y aplicaciones eléctricas, y, extensamente, en instrumentos musicales como trompetas, almireces y campanas, además de platillos de bajo coste (Power Beat, Paiste 101, 201 y en algunas cantidades de la serie Pst, Planet Z) por sus propiedades acústicas.
El latón es conocido por el ser humano desde épocas prehistóricas, incluso antes de que el mismo zinc fuese descubierto. Entonces se producía mediante la mezcla de cobre con calamina, una fuente natural de zinc. En las villas alemanas de Breinigerberg, un antiguo sitio romano, se descubrió donde existía una mina de calamina. Durante el proceso de mezclado, el zinc se extrae de la calamina y se mezcla con el cobre. El zinc puro, por otra parte, tiene un bajísimo punto de fusión como para haber sido producido por las técnicas antiguas para el trabajo del metal.
El latón ha sido durante mucho tiempo un material popular por su aspecto dorado brillante y aún se utiliza para tiradores de cajones y pomos de puertas. También se ha utilizado mucho para hacer esculturas y utensilios debido a su bajo punto de fusión, su gran trabajabilidad (tanto con herramientas manuales como con las modernas torneadoras y fresadoras), su durabilidad y su eléctrica y conductividad térmica. Los latones con mayor contenido de cobre son más blandos y de color más dorado; por el contrario, los que tienen menos cobre y, por tanto, más zinc, son más duros y de color más plateado.
El latón se sigue utilizando habitualmente en aplicaciones que requieren resistencia a la corrosión y baja fricción, como cerraduras, bisagras, engranajes, cojinetes, carcasa de munición, cremalleras, fontanería, acoplamiento de mangueras, válvulas y enchufes y tomas de corriente eléctricos. Se utiliza mucho para instrumentos musicales como cuernos y campanas. La composición del latón, generalmente un 66% de cobre y un 34% de zinc, lo convierte en un sustituto favorable del cobre en bisutería y  joyería de moda, ya que presenta una mayor resistencia a la corrosión. El latón no es tan duro como el bronce, por lo que no es adecuado para la mayoría de armas y herramientas. Tampoco es adecuado para usos marinos, porque el zinc reacciona con los minerales del agua salada, dejando cobre poroso; el latón marino, con estaño añadido, evita esto, al igual que el bronce.
El latón se utiliza a menudo en situaciones en las que es importante que no salten chispas, como en accesorios y herramientas utilizados cerca de materiales inflamables o explosivos.

### Beneficios del reciclaje de latón
El reciclaje del latón ofrece multitud de ventajas. Al reutilizar la chatarra de latón, se minimiza la demanda de nuevas explotaciones mineras y la producción intensiva en energía, reduciendo así significativamente las emisiones de carbono. El proceso de reciclaje conserva recursos valiosos al tiempo que fomenta la sostenibilidad. También tiene ventajas económicas, ya que reduce el coste de fabricación de productos a base de latón. Además, el reciclaje del latón contribuye a una economía circular, alargando la vida útil de esta aleación duradera y reduciendo los residuos. El reciclaje de la chatarra de latón es una opción sostenible y responsable con el medio ambiente que tiene efectos positivos de gran alcance.

## Historia

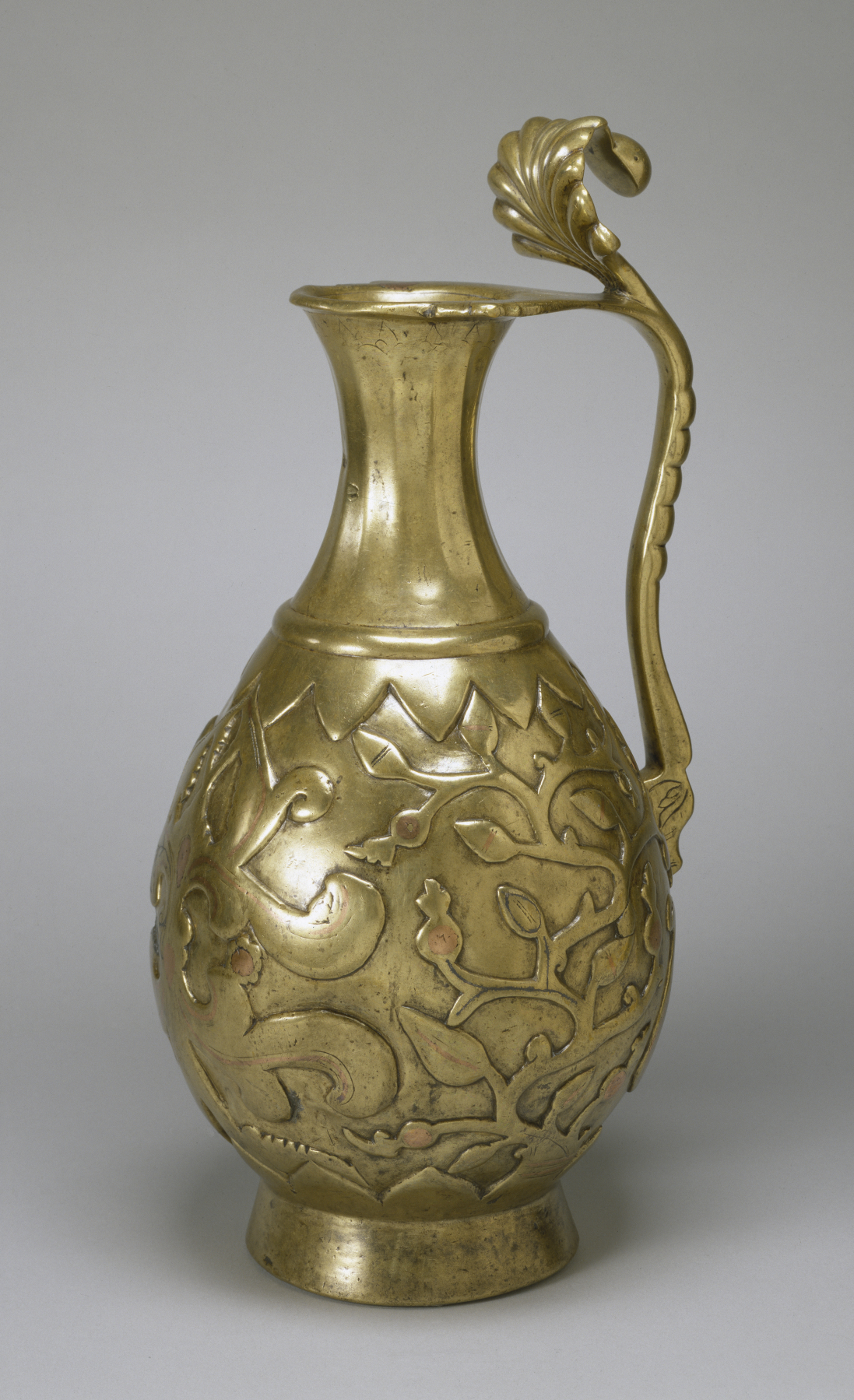
Jarra persa de latón del

Aunque el latón se ha utilizado en distintas formas desde la prehistoria, su verdadera naturaleza como una aleación de cobre y zinc no se entendió hasta el período posterior a la Edad Media, puesto que el vapor de zinc que reaccionaba con el cobre para formar el latón no se reconocía como metal. La Biblia del rey Jacobo hace muchas referencias al "latón" (brass en inglés), para traducir la palabra "nechosheth" (bronce o cobre) del hebreo al inglés arcaico. El uso en el inglés moderno temprano de la palabra "latón" puede significar cualquier aleación de bronce o cobre, una definición aún menos precisa que la moderna.
Los primeros latones pueden haber sido aleaciones naturales fabricadas mediante la fundición de menas de cobre ricas en zinc. En la antigua Roma, el latón se producía deliberadamente a partir de minerales metálicos de cobre y zinc utilizando el proceso de cementación, cuyo producto era el latón de calamina. Variantes de este método continuaron usándose hasta mediados del siglo XIX. Finalmente, sería reemplazado por el proceso de espelterizado, un sistema introducido en Europa en el siglo XVI que consiste en la aleación directa de cobre y zinc metálico.
Históricamente, en ocasiones se ha hecho referencia al latón como "cobre amarillo".

## Propiedades

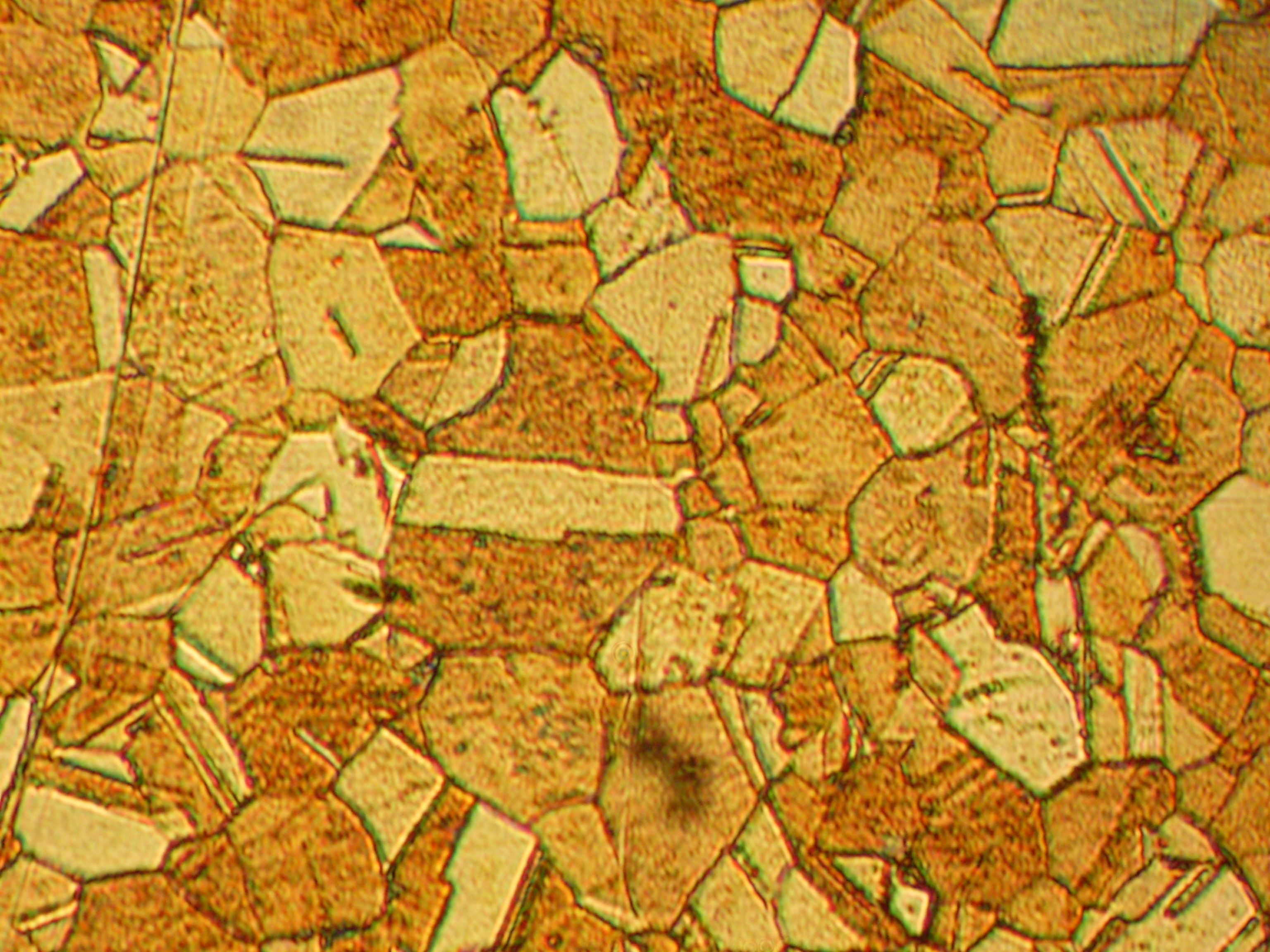
Microestructura de latón laminado y recocido (400× aumento)

El latón es más maleable que el bronce o el zinc. El punto de fusión relativamente bajo del latón (900 a 940 grados Celsius (1652,0 a 1724,0 °F), según la composición) y sus características de fluidez lo convierten en un material relativamente fácil de fundir. Variando las proporciones de cobre y zinc, pueden modificarse las propiedades del latón, lo que permite obtener latones duros y blandos. La densidad del latón es de 8,4 a 8,73 g/cm³ (8400,0 a 8730,0 kg/m³).
En la actualidad, casi el 90% de todas las aleaciones de latón se reciclan. Como el latón no es ferromagnético, la chatarra ferrosa puede separarse de él pasándola cerca de un potente imán. La chatarra de latón se funde y se refunde en palanquilla que se extruye con la forma y el tamaño deseados. La suavidad general del latón hace que a menudo pueda mecanizarse sin utilizar taladrina, aunque hay excepciones.
El aluminio hace que el latón sea más fuerte y resistente a la corrosión. El aluminio también hace que se forme en la superficie una capa dura muy beneficiosa de óxido de aluminio (Al2O3) que es fina, transparente y autorreparable. El estaño tiene un efecto similar y se utiliza especialmente en aplicaciones agua de mar (latones navales). Las combinaciones de hierro, aluminio, silicio y manganeso hacen que el latón sea  resistente al desgaste y  resistente al desgarro. La adición de tan solo un 1% de hierro a una aleación de latón dará como resultado una aleación con una atracción magnética notable.

Diagrama de fases binario

El latón se  corroe en presencia de humedad, cloruros, acetatos, amoníaco y ciertos ácidos. Esto suele ocurrir cuando el cobre reacciona con el azufre para formar una capa superficial marrón y finalmente negra de sulfuro de cobre que, si se expone regularmente a agua ligeramente ácida como el agua de lluvia urbana, puede oxidarse en el aire para formar una  pátina de carbonato de cobre de color verde azulado. Dependiendo de cómo se haya formado la capa de pátina, puede proteger el latón subyacente de daños posteriores.
Aunque el cobre y el zinc tienen una gran diferencia de potencial eléctrico, la aleación de latón resultante no experimenta corrosión galvánica internalizada debido a la ausencia de un ambiente corrosivo dentro de la mezcla. Sin embargo, si el latón se pone en contacto con un metal más noble como la plata o el oro en dicho entorno, el latón se corroerá galvánicamente; por el contrario, si el latón está en contacto con un metal menos noble como el zinc o el hierro, el metal menos noble se corroerá y el latón quedará protegido.

## Contenido de plomo
Para mejorar la maquinabilidad del latón, a menudo se añade plomo en concentraciones de alrededor del 2%. Dado que el plomo tiene un punto de fusión más bajo que los demás componentes del latón, tiende a migrar hacia el límite del grano en forma de glóbulos a medida que se enfría tras la fundición. El patrón que forman los glóbulos en la superficie del latón aumenta la superficie de plomo disponible que, a su vez, afecta al grado de lixiviación. Además, las operaciones de corte pueden extender los glóbulos de plomo sobre la superficie. Estos efectos pueden provocar una importante lixiviación de plomo de latones con un contenido de plomo comparativamente bajo.
En octubre de 1999, el fiscal general del Estado de California demandó a 13 fabricantes y distribuidores clave por el contenido de plomo. En pruebas de laboratorio, los investigadores del estado descubrieron que la llave de latón media, nueva o vieja, superaba los límites de la  Proposición 65 de California (1986) en un factor medio de 19, suponiendo que se manipulara dos veces al día. En abril de 2001, los fabricantes acordaron reducir el contenido de plomo al 1,5%, o enfrentarse a la obligación de advertir a los consumidores sobre dicho contenido. Las llaves chapadas con otros metales no se ven afectadas por el acuerdo, y pueden seguir utilizando aleaciones de latón con un mayor porcentaje de contenido de plomo.
También en California, deben utilizarse materiales sin plomo para "cada componente que entre en contacto con la superficie húmeda de tuberías y accesorios de tuberías, accesorios de fontanería. El 1 de enero de 2010, la cantidad máxima de plomo en el "latón sin plomo" en California se redujo del 4% al 0,25% de plomo.

## Tipos de latón
En función de su porcentaje de Zn, se reconocen tres grupos principales de latones. [cita requerida]
- Latones de primer título, con porcentaje de Zn inferior a 35 %
- Latones de segundo título, con porcentaje de Zn de 33 a 44 %
- Latones de tercer título con porcentajes de Zn superior a 44 % sin apenas aplicaciones industriales.

Algunas aleaciones usuales recibían nombres especiales; así, se llamaba “similor” a la aleación de cobre y zinc en proporción 80 a 20; “metal del príncipe Alberto” a la misma aleación en proporción 84 a 16; y “crisocola” a la de 82 partes de cobre, 6 de zinc y 6 de estaño.
Los latones, de acuerdo a los elementos minoritarios que intervengan en la aleación, son maleables únicamente en frío, y no en caliente, y algunos no lo son a ninguna temperatura. Todos los tipos de esta aleación se vuelven quebradizos cuando se calientan a una temperatura próxima al punto de fusión. 
El latón es más duro que el cobre, pero fácil de mecanizar, troquelar y fundir, es resistente a la oxidación, a las condiciones salinas y es maleable, por lo que puede laminarse en planchas finas. Su maleabilidad varía según la composición y la temperatura, y es distinta si se mezcla con otros metales, incluso en cantidades mínimas.
En el latón al plomo, el plomo es prácticamente insoluble en el latón, y se separa en forma de finos glóbulos, lo que favorece la fragmentación de las virutas en el mecanizado. También el plomo tiene un efecto de lubricante por su bajo punto de fusión, lo que permite disminuir el desgaste de la herramienta de corte. El latón admite pocos tratamientos térmicos y sólo se realizan recocidos de recristalización y homogeneización.

## Aplicaciones
El latón tiene un color dorado, por lo que se utiliza en bisutería y elementos decorativos. Otras aplicaciones de los latones abarcan los campos más diversos, desde la calderería hasta el armamento, soldadura, la fabricación de alambres, tubos de condensador, terminales eléctricos y acuñación de monedas. No es atacado por el agua salada, de ahí que se use en las construcciones de barcos, en equipos pesqueros. También está presente en la fabricación de muchos instrumentos musicales de viento (como trompetas, tubas, saxofones, algunos clarinetes y flautas...), lengüetas sonoras para armonios, acordeones y registros de lengüetería para órganos musicales. Además, por su acción antimicrobiana, se usa en los pomos de las puertas en los hospitales, que se desinfectan solos a diferencia de los no metálicos.
Dentro de las aplicaciones decorativas, se emplea sobre todo para la confección de lámparas, barras de cortina y para algunas piezas trabajadas dentro de la orfebrería. Los países que mayor consumo demuestran en este tipo de enseres son los países del este de Europa, bálticos o de la antigua Unión Soviética.[cita requerida] También los países árabes, principalmente los mayores productores de petróleo, e incluso algunos países asiáticos.
El latón no produce chispas por impacto mecánico, una propiedad atípica en las aleaciones. Esta característica convierte al latón en un material importante en la fabricación de envases para la manipulación de compuestos inflamables, y herramientas para uso en cercanía de gases inflamables. Por su fácil mecanizado y buen precio de las virutas recicladas, se usa mucho para la fabricación de válvulas industriales. Asimismo se utiliza en la fabricación de hélices de barco por su resistencia a la cavitación, e incluso en algunas carcasas de ordenadores donde se sitúa la placa base.